# Юг без признаков севера
«Юг без признаков севера» (англ. South of No North; выпускался также с подзаголовком «Истории похороненной жизни» (англ. Stories of the Buried Life) — сборник рассказов американского писателя и поэта контркультуры Чарльза Буковски, изданный в 1973 году. На русский язык переводился Виктором Коганом, Кириллом Медведевым и Александром Гузманом, неоднократно публиковался издательствами «Эксмо» и «Азбука», а также типографиями «Глагол» и «Радость».

## История
«Юг без признаков севера», второй сборник Чарльза Буковски, был издан четыре года спустя «Записок старого козла». Он состоит из двадцати семи произведений на обыденно-криминальные сюжеты с нигилистическими персонажами — бабниками и пьяницами. В большинстве историй писатель отступает от автобиографической манеры повествования своих ранних работ (к примеру, полностью вымышлены события рассказов «Маджа Туруп», в котором Генри Чинаски берёт интервью у южноамериканского людоеда с огромным половым членом, и «Дьявол был горяч», где он на свою беду освобождает нечистого из клетки балаганщика; исключение — «Все задницы на свете и моя» — повесть из тринадцати эпизодов о лечении Чарльзом его геморроя).
В 2000 году Лео Фарли и Джонатаном Пауэрсом был поставлен спектакль «Юг без признаков севера», в основу которого легли девять рассказов Буковски («Одиночество», «Ты, твоё пиво и то, как ты велик», «Любовь за семнадцать пятьдесят», «Класс», «Перестаньте пялиться на мои сиськи, мистер», «Дьявол был горяч», «Кремень»). Роли исполнили актёры нью-йоркской труппы 29th Street Rep: Стивен Пэйн (Хэнк), Тим Коркоран (Хэмингуэй), Элизабет Элкинс, Памела Эриксон, Пола Юин, Томас Уэрл и Чарльз Уилли. В этой драме истории горького романтика с похабным юмором и безжалостной меланхолией пересекаются, становясь удивительно театральными и смешными.
- Одиночество
- Трах-трах о занавес
- Ты, твоё пиво и то, как ты велик
- Путь в рай закрыт
- Политика
- Любовь за семнадцать пятьдесят
- Два пропойцы
- Маджа Туруп
- Убийцы
- Мужчина
- Класс
- Перестаньте пялиться на мои сиськи, мистер
- Кое-что о вьетконговском флаге
- Ты не можешь написать рассказ о любви
- Помнишь Пёрл-Харбор?
- Питтсбуржец Фил и компания
- Доктор наци
- Христос на роликах
- Красноносый экспедитор
- Дьявол был горяч
- Кремень
- Наёмный убийца
- Вот что убило Дилана Томаса
- Без шеи и дурной как чёрт
- Как любят мертвецы
- Все задницы на свете и моя
- Признания человека, достаточно ненормального, чтобы жить со скотами